# Рабочее (район Иркутска)
Предме́стье Рабо́чее — район города Иркутска в восточной части Правобережного административного округа.
Расположено на правом берегу реки Ушаковки до впадения её в Ангару.

## История

### До освоения
Первоначально на месте предместья Рабочее располагался лес в западной части и болотистая местность с кустарниками в восточной. С пологих гор в реку И‘ду (сейчас Ушаковка) впадало множество ручьёв и небольших рек. Самая крупная из них — Сарафановка.

### Образование предприятий
В 1678—1681 годы крупные купцы — братья Иван и Андрей Ушаковы построили на реке Иде мельницу, затем организовали крупнейшие в городе квасное, пивоваренное и винокуренное производства. К концу XVII века река Ида стала называться Ушаковкой. В это же время И. Штинников построил на Ушаковке мыловаренный завод. Городу был необходим кирпич и в 1700 году в Каштакской пади было организовано производство кирпича. Возведено множество винокуренных заводов. С целью обеспечения санитарной и пожарной безопасности Иркутска в 1794 году множество мелких предприятий города (кожевенные, мыловаренные, свечные и другие) были перенесёны за Ушаковку и образовали своеобразную цепочку от Знаменского монастыря вдоль реки. В это же время начала формироваться улица Знаменская (сейчас Баррикад).
В 1864 году открылся кирпичный завод купца П. О. Катышевцева, где впервые в Иркутске осваивается машинное производство кирпича. В 1877 году открылся небольшой медеплавильный завод. В 1881 году начала работу фабрика фосфорных спичек купца И. Д. Перевалова. В 1883 году Переваловым открыт кирпичный завод, в котором производился кирпич из белой глины. В феврале 1894 года открылась вторая фабрика фаянсовой посуды. В 1900 году на улице Знаменской открыт пивоваренный завод Ф. Ф. Доренберга, во дворе которого был устроен первый в Иркутске артезианский колодец.
Разрабатывается добыча песка? в Каштакских каменоломнях, число карьеров в которых к началу XX века достигало 20. Песок (песчаниковые блоки) из карьеров использовался при постройке фундаментов множества зданий города.
В период НЭПа крупных предприятий в Рабочем практически не было. По состоянию на 1924 год существовали мыловаренный и кирпичный заводы, 4 кузнечных мастерских, свечная мастерская, мастерская по пошивке чирков, 3 гончарных мастерских.
В начале 1930-х годов на базе одного из конных дворов предместья образовано одно из старейших специализированных автотранспортных предприятий Иркутска — впоследствии автоколонна № 1945, занимавшееся обслуживанием торговых предприятий города. В настоящее время автоколонна прекратила своё существование, на её территории расположились торговые предприятия (продуктовый супермаркет «Окей», магазин книжной продукции «Литера», мебельный салон и др.), складские помещения и автосервис.
В 1936 году был введён в эксплуатацию завод «Сварщик», основной задачей которого стало изготовление тары и различных ёмкостей для нужд народного хозяйства. В годы перестройки работа завода была практически остановлена. С 2005 года ООО "Завод «Сварщик» вновь начал работу.
В 1960-е годы на месте цеха по копчению рыбы открыто предприятие по розливу алкогольных напитков «Азервино». В настоящее время на данной территории работает крупнейший в регионе производитель безалкогольной питьевой продукции — ЗАО «Иркутский завод розлива минеральных вод» (ул. Каштаковская, 17). Среди прочей продукции завода имеется популярная среди горожанам минеральная лечебно-столовая вода «Иркутская», добываемая из скважины Олхинского месторождения. 

### Ремесленный дом и Иркутская тюрьма
Создание Ремесленного дома диктовалось определёнными обстоятельствами. В конце XVIII века особую проблему для местной власти Иркутска составляли переселенцы, особенно беглые крепостные из Центральной России. В Сибири их не преследовали, а записывали в крестьянское или мещанское сословие. Екатерина II, желая избежать возможности повторения Пугачёвского бунта, в 1787 году издаёт предписание Тобольскому, Иркутскому и Колыванскому наместничествам, чтобы «они зашедших в местные губернии после ревизии ни в какое звание не записывали». После этого предписания беглые, лишённые возможности легализоваться, были вынуждены бродяжничать. В 1793 году городской голова М. Сибиряков обратился к губернатору с прошением учредить для этих людей казённый кирпичный завод. И в 1799 году по распоряжению губернатора Б. Б. Леццано был открыт Ремесленный дом (первоначально он назывался «Контора строения домов и разных ремёсел» и объединял до 100 ссыльных). Вскоре вокруг него начала образовываться Ремесленная слобода, граничившая со Знаменским предместьем по реке Сарафановке. При Ремесленной слободе была построена каменная тюрьма, ранее находившаяся в центральной части города. К началу XIX века, когда усилилось значение Иркутска как административного центра, изменились и функции местной тюрьмы. Помимо наказания и изоляции преступников, она, в первую очередь, стала регулировать хлынувший в Иркутск поток ссыльных. Здание тюрьмы было каменным и, по воспоминаниям современников, «самым красивым из казённых каменных зданий» Иркутска того времени. В 1835 году в Ремесленном доме числилось 226 человек мастеровых, 20 чёрнорабочих и 60 ссыльнопоселенцев, которые по состоянию здоровья не могли работать и содержались за счёт труда мастеровых.
В Топографическом описании Иркутского наместничества приводятся сведения о занятиях и ремёслах иркутян:
«Ремесло жителей наиболее состоит в промысле зверей и рыбы, в работе иконной, плотнической, сапожной, башмачной, или по-сибирски чирочной, поваренной, кожевенной, шапочной, бочарной, котельной, чеканной, скорнячной, парикмахерской, шерстобитной, мыльной, горшечной, тележной, маркитантской, кузнечной, каменной, топорной, солодовой, резной, санной и ок‘онничной».
Большинством из перечисленного списка ремёсел владели и занимались находившиеся в Ремесленном доме ссыльные, а не владевшие — проходили обучение. К обитателям Ремесленного дома приезжали их родственники. Вначале они жили в специальных бараках, построенных поблизости. Когда у ссыльных заканчивался срок принудительных работ, им позволяли строить собственное жильё и обзаводиться хозяйством. Со временем число построек вокруг дома стало увеличиваться, помимо Знаменской улицы появились — Ремесленная, Гончарная, Сарафановская, Каштакская и другие. И этот район с середины XIX века стал называться Ремесленной слободой.
Напротив Ремесленного дома и тюремного острога, при впадении в Ушаковку речки Сарафановки в начале XIX века первоначально находилось Иркутское Адмиралтейство. Его обязанности заключались в снабжении морским оборудованием Охотского порта и Камчатки, а также Байкала. Но находилось оно на этом месте недолго, так как его постройки часто заливались паводковыми водами, и в 1819 году Адмиралтейство было переведёно на новое место — в устье Ушаковки.

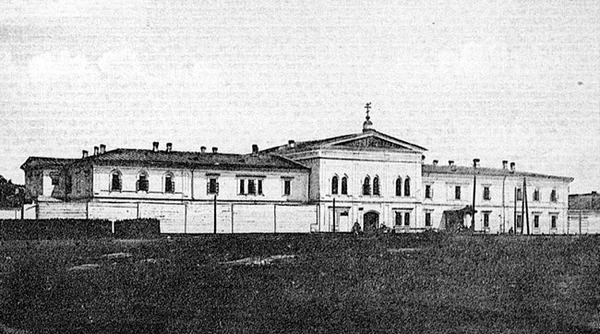
Иркутская городская тюрьма в начале XX века

В 1858 году Ремесленный дом закрылся. В освободившихся помещениях некоторое время содержались арестанты острожного замка, который в то время капитально перестраивался. В 1877 году в бывшем Ремесленном доме открылся приют для детей арестантов, содержащихся в тюрьме, который затем перевели в специально построенное здание на улице Жандармской (ныне улица Ф. Энгельса). Иркутская тюрьма неоднократно перестраивалась и расширялась. К концу XIX века являлась самой крупной в России — в ней содержалось до 2 тысяч арестантов при расчётной нагрузке в 400 человек (для сравнения в московском тюремном з‘амке находилось не более 1 300 чел.) и в криминальном мире была не менее известной, чем «Бутырки», «Кресты» и «Матросская тишина». В советское время комплекс сооружений преобразован в учреждение «Следственный изолятор № 1» (ул. Баррикад, № 63) и получило среди её спец. контингента неофициальное наименование «Гостиница Белый Лебедь». Является памятником архитектуры и именуется «Иркутский замок». С конца 1970-х годов неоднократно поднимался вопрос о переносе СИЗО-1 за пределы города, однако до настоящего времени ситуация не изменилась.
В 1935 году появилась промышленно-трудовая колония (ул. Писарева, 13), впоследствии исправительная колония № 3 (строгий режим) для отбытия срока наказания бывшими работниками правоохранительных органов, прокуратуры и руководства органов государственной власти. Основным видом продукции учреждения являлся выпуск различных изделий из древесины (в том числе пожарных лестниц). Первоначально это был небольшой лесоучасток, где все работы велись вручную. Сырьё доставляли с собственной деляны. Позднее было создано механизированное производство с собственным автомобильным парком. С середины 1990-х годов иркутская обувная фабрика «Ангара» стала переживать трудные времена. Часть оборудования предприятия было передано колонии. Под три участка будущего цеха с полным циклом производства отвели здание деревообработки. Вскоре был освоен выпуск широкого ассортимента обувной продукции для нужд различных потребителей. В 2000-е годы на территории жилой зоны учреждения возведён православный храм.

### Открытие храмов

#### Церковь Знамения Пресвятой Богородицы
В 1693 году на правом берегу Ангары за Ушаковкой была возведена Знаменская церковь, позже ставшая женским монастырём (сейчас ул. Ангарская, № 14). Вокруг монастыря стала образовываться слобода, именуемая Знаменской. Первые церковные постройки были деревянными. В 1762 году было отстроено каменное здание монастыря. Ещё в течение нескольких лет достраивались приделы и прочие объекты. С приходом советской власти монастырь закрывается, в распоряжении епархии остаётся только здание церкви. В религиозных помещениях размещают отделы "Гидроавиаторов". В 1926 году Знаменский храм стал приходским. В связи с уничтожением Казанского кафедрального собора и закрытием Собора Богоявления в 1929 году начал выполнять функции кафедрального собора. Спустя семь лет Знаменскую церковь вновь закрывают, в его зданиях размещаются подразделения Иркутского гидропорта — авиаремонтные мастерские и гаражи. В 1945 году храм возвращён епархии, а в 1948-м возвращён и статус кафедрального собора. В 1960 году комплекс Знаменского монастыря Постановлением Совета Министров РСФСР переведён в ранг памятников архитектуры республиканского (федерального) значения и поставлен на государственную охрану. На территории монастыря расположен некрополь. Здесь похоронены Г. И. Шелихов — один из первых исследователей Курильских островов и Аляски, княгиня Е. И. Трубецкая, декабристы В. А. Бесчаснов, П. А. Муханов, Н. А. Панов. С 1991 года в Знаменской церкви вновь покоятся мощи святителя Иннокентия Кульчицкого. С 27 августа 1994 года в монастыре возрождён обряд пострига монахинь.
Возле Знаменского монастыря в 2004 году в связи со 130-летием со дня рождения Александра Васильевича Колчака неподалёку от места его расстрела был установлен первый в стране памятник адмиралу и Верховному правителю России.

#### Церковь святых благоверных князей Бориса и Глеба в тюремном замке
Утрачена. Годы строительства 1802—1803; 1858—1861 располагалась на ул. Знаменской (современный адрес ул. Баррикад, 63). Первая церковь при Иркутском тюремном замке была выстроена одновременно с его каменной оградой в 1802—1803 годах по предложению и на средства, собранные Иркутским губернатором Б. Леццано, по проекту архитектора А. И. Лосева. 9 июля 1803 года Иркутский епископ Вениамин освятил тюремную церковь во имя мучеников Бориса и Глеба. Архитектура её была выдержана в стиле строгого классицизма. Церковь, обладавшая стройными формами и хорошими пропорциями, была одной из первых в городе построек этого стиля. Борисоглебская церковь была устроена посредине стены тюремного замка, над его вратами. В неё вели две полукруглые лестницы к четырёхколонному портику. Венчала постройку полусфера купола с главой. Внутренние размеры храма были 6 саженей 1 аршин в длину и 4 сажени в ширину. Под колокольню была приспособлена угловая южная башня тюремного замка, в 10 саженях от церкви. К середине XIX века тюремное здание обветшало и в 1856 году приступили к разборке всего каменного комплекса. В период с 1858 по 1861 годы под наблюдением инженера И. И. Шаца была выстроена новая тюрьма. В главном корпусе, в том же месте над вратами, где находилась первая церковь, была устроена новая домовая, освящённая 17 октября 1861 года Иркутским епископом Парфением. Внутренние размеры храма были чуть больше первоначальных — в длину 9 саженей, в ширину — 7,5, но во внешних объёмах церковь не была выражена; её местоположение было отмечено лишь крестом. При церкви имелась деревянная колокольня на столбах, построенная в 1896 году. Располагалась она внутри тюремного двора, под окнами алтаря. Из-за нехватки церквей в предместье тюремная Борисоглебская церковь имела также статус городской приходской.

#### Богородице-Иркутская церковь во имя Казанской иконы Божьей матери

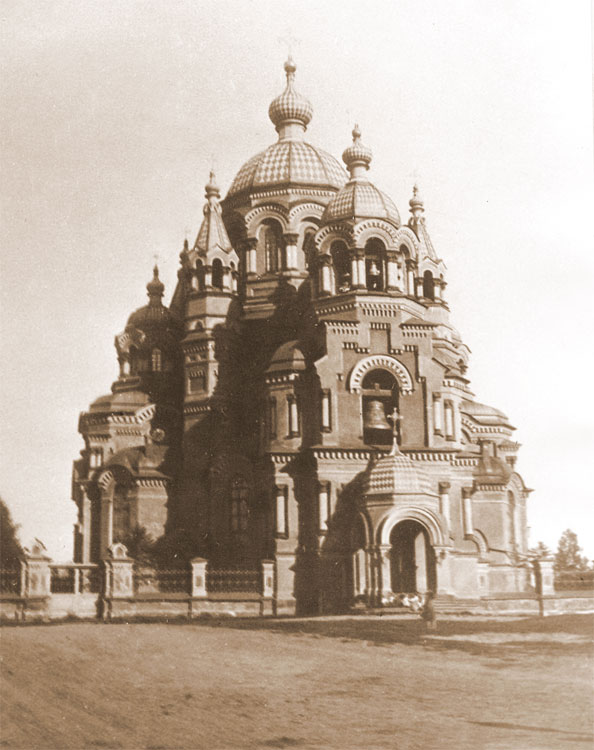
Казанская церковь в начале XX века

В Ремесленной слободе по улице Знаменкой рядом с Острожным мостом 27 июля 1885 года была заложена церковь Казанской иконы Божией Матери (сейчас ул. Баррикад, № 34). Среди жителей она была названа «Красная церковь». Полное наименование — Богородице-Иркутская церковь во имя Казанской иконы Божьей матери. В устроении Казанской церкви участвовали не только священники, но и многие состоятельные прихожане, жертвовавшие не только деньги, но и дарившие иконы, священные сосуды и книги, шитые золотом покровы и облачение для священников. Иконостасы были выполнены иркутским цеховым В. Ф. Коротаевым. Внутренний купол расписал художник М. И. Зязин. Отделка и украшение церкви были полностью завершёны к Пасхе 1892 года. Имела три придела: главный — освящен 9 апреля 1892 года во имя Казанской иконы Божьей Матери, правый освящён одновременно с главным храмом в честь святого Николая Чудотворца, левый освящен неделю спустя в честь Иннокентия Епископа Иркутского и великомученика Пантелеймона. После Октябрьской революции Богородице-Казанская церковь оставалась действующей ещё восемнадцать лет. Постановлением Президиума ВЦИК от 20 июня 1936 года храм закрыли, в церкви некоторое время была база книготорга, курсы киномехаников, затем фабрика «Русский сувенир». Решением Иркутского облисполкома от 4 февраля 1975 № 68 года церковь объявлена памятником местного значения. В конце 1980-х годов Иркутским областным Советом народных депутатов было вынесено решение о восстановлении памятника. Осенью 1988 года восстановительные работы начало творческо-производственное объединение «ЛАД». В 1990 году восстановление продолжило малое предприятие «Возрождение». Реставрационные работы выполнены по проекту архитектора Л. И. Гуровой и проводились за счёт добровольных пожертвований организаций и жителей Иркутска. Воссозданная в своём первоначальном виде Богородице-Казанская церковь представляет собой неповторимый в своей красоте памятник. Она свидетельствует об огромном таланте архитектора и иркутских умельцев. Церковь отличается величавостью и колоссальностью форм. Является одной из немногих сохранившихся построек конца XIX века выполненных в русско-византийском стиле. Она до сих пор доминирует над окружающей малоэтажной застройкой и играет важную градоформирующую роль. Её объёмно-пространственная композиция значительно отличается от всех предшествующих ей культовых зданий города. Вокруг центрального столпа сгруппированы второстепенные объёмы. Ядро храма завершается двенадцатигранным барабаном с гранёным куполом. Более низкие приделы, апсида и колокольня завершёны одинаковыми восьмигранными барабанами в виде ярусов звона под куполами. Подобное композиционное решение, когда различные по функциональному назначению части получают совершенно одинаковую трактовку объёмов и планов, было новым для иркутских церквей. В Казанской церкви в привычную схему культового сооружения привнесены новые мотивы, усложняющие прочтение функционального назначения частей. Ещё больше усложняет объемную композицию расположение дополнительных башенок, завершённых шатром по диагоналям ядра. Башенки эти оказались за пределами восьмерикового храма. Модульоны, сдвоенные колонки, пологие кокошники, филёнки различных очертаний образуют насыщенную ткань декора. В настоящее время храм открыт для прихожан и выполняет функции кафедрального собора Иркутской епархии.

#### Монастырь в честь равноапостольного князя Владимира I Святославича
Строительство ещё одной церкви — «Князе-Владимирской» началось в 1888 году. Церковь была заложена в ознаменование великого события: в 1888 году исполнялось 900 лет со дня крещения Руси князем Владимиром, что определило её название и архитектурный стиль. В июле 1895 года состоялось освящение храма. Святейший синод в 1903 году постановил учредить в Князе-Владимирской церкви общежительный мужской монастырь. Рядом с храмом были построены каменный дом с мезонином для настоятеля церкви, иконописная мастерская, трапезная, богадельня для бездомных старцев. Деятельность монастыря при Князе-Владимирской церкви носила просветительский характер. В 1900 году открыта церковно-учительская школа с трёхлетним курсом, в которую принимали выпускников церковно-приходских школ. В 1905 году школа преобразована в семинарию и разместилась в новом здании. Кроме семинарии при монастыре располагалась двухлетняя образцовая школа. В 1904—1905 годы во время Русско-японской войны в монастыре размещался госпиталь Красного креста. В 1922 году монастырь и церковно-учительская семинария были закрыты, их имущество и ценности реквизированы. Несколько позднее закрыли и церковь. В 1928 году на территории монастыря разместился кавалерийский полк НКВД, а позже — лаборатория геологического управления. Лишь в 1990 году церковь была поставлена на государственную охрану. К этому времени на куполах росли деревья, фасады покрылись травой. В конце 1990-х годов постройки монастыря переданы Иркутской епархии. В 2001 году на купола воздвигнуты кресты. В настоящее время обитель восстановлена.

#### Иркутский даца́н
В 2006 году началось строительство Иркутского даца́на (ул. Баррикад, 56б) — храмового комплекса, относящегося к буддийской традиционной сангхе России. В настоящее время часть комплекса построена. В дацане ежедневно проводятся хуралы в честь Сахюусана (Защитника).

### Развитие инфраструктуры
В 1829 году через Ушаковку был построен деревянный мост, именуемый «Острожным», выходящий к тюремному з‘амку. Затем, в 1861 году был построен мост к Знаменскому монастырю. В 1877 году, при подсчёте всех улиц Иркутска, в Ремесленной слободе находилось 17 улиц и переулков. В п‘адях Пшеничной и Каштакской вырублен лес. После пожара 1879 года, при активной застройке слободы, появляются новые улицы: Подгорная, Напольная, Набережная, Детская, Институтская, Писаревская, проезды и переулки Сарафановский, Тюремный и др.
Сейчас со стороны центра города в предместье Рабочее можно попасть по 4 автомобильным мостам. В декабре 2011 года введён в эксплуатацию мост через р. Ушаковка по ул. Вилюйская.
Хотя предместье и обустраивалось, большинство улиц были грязными — вследствие отсутствия выгребных ям отходы выбрасывались прямо на улицу. В годы Октябрьской Революции и Гражданской войны улицы практически не убирались. В настоящее время ряд дорог и проездов частного сектора по-прежнему не имеют асфальтового покрытия.
В конце XIX в Ремесленной слободе появилось своё кладбище. В 1893 году на нём была открыта часовня, где отпевали усопших. В 1930 году на этом кладбище были похоронены известный учёный, профессор, декан медицинского факультета ИГУ В. Г. Шевяков, а также Б. А. Сварчевский, профессор, доктор биологических наук, директор Биолого-географического научно-исследовательского института ИГУ. Располагалось кладбище на южном склоне Знаменской горы, в районе нынешней улицы Госпитальной. Сейчас захоронения на нём не производятся.
В ноябре 1913 года на ул. Гончарной открылись почтовое отделение и отделение Государственной кассы. В апреле 1916 года в доме Лонцих на улице Знаменской (ныне ул. Баррикад, 43) врачом Ф. Н. Петровым была открыта первая медицинская амбулатория.
В 1920-х годах на территории современного оптового рынка «Казанский» располагался Конный парк «Союзтранса», называемый местными жителями Конным двором, который работал до начала 1970-х годов.
В советское время для обеспечения работников Куйбышевского завода жильём в начале 1930-х годов в Рабочем было построено несколько деревянных домов. В послевоенные годы строительство стало значительным, так на 1 января 1951 года предприятие имело около 80 жилых домов (преимущественно 2-этажные 1-подъездные на 8 квартир), именуемых «Куйбышевские дома», общей площадью 33 181 кв.м. и расположенных в предместье Рабочее и районе улицы Радищева. В 1960-1970-е годы в Рабочем появились первые многоэтажные благоустроенные дома.
В 1949 году на улице Ушаковской открылась амбулатория, обслуживающая жителей предместья. В 1954 году на её базе была открыта больница, в настоящее время «Городская больница № 7», известная жителям как «Хоспис».
В 1960-1970-е годы предместье разрастается, появляются новые улицы: Баргузинская, Братская, Тулунская, Слюдянская, Зимняя и др.
В 1940-х годах от железнодорожного вокзала до улицы Баррикад открыто автобусное сообщение. Позднее запущена автобусная линия № 5 (в настоящее время закрыта).
В 1968 году открыт трамвайный маршрут № 4, соединивший предместье Рабочее с центром города. Помимо этого, в настоящее время дополнительно организовано движение трамвая по маршруту № 4а (Железнодорожный вокзал — предместье Рабочее).

### Развитие зоны отдыха и спорта
На рубеже XIX—XX веков наиболее популярными местами отдыха у жителей были Каштак, река Ушаковка с Косым бродом и её острова. Вода в реке была тёплой, поэтому было распространёно купание. Состоятельные жители города приобретали участки вдоль реки и строили там дачи. Так, на плане Иркутска 1924 года на её берегу отмечено около 40 дачных владений. Например, неподалёку от нынешнего стадиона «Динамо» располагалась дача Института благородных девиц, на её территории были организованы несколько купален и спортивные сооружения. За право владения участками между состоятельными жителями города проводились торги.
После событий Гражданской войны берега Ушаковки были сильно захламлёны и, как зона отдыха, она стала малопригодна. 14 марта 1920 года в городе состоялся первый субботник. Его участники, в основном бойцы 5-й Армии, укрепляли её берега. На данный момент река сильно обмелела.
30 июня 1934 года открылся спортивный комплекс «Динамо». Построенный в короткий срок спорткомплекс включал стадион, открытый бассейн с проточной водой (не сохранился), открытый велотрек (имел деревянное покрытие и являлся одним из лучших в СССР, утрачен — сгорел в 1980-е годы), баскетбольные, волейбольные, теннисные площадки, место для игры в городки и беговую дорожку.
В 1960-х годах в районе стадиона "Динамо" была установлена учебно-тренировочная башня для занятий по пожарно-спасательной подготовке (в 1990-е годы демонтирована).
1 января 1960 года в подвале школы № 21 на улице Каштаковской, № 54 (здание бывшего Игуменского братского корпуса Князе-Владимирского монастыря) открылась Детско-юношеская спортивная школа — ДЮСШ № 3. Её приоритетом на протяжении свыше 50 лет является лыжный спорт. С самого начала так повелось, что работать сюда шли настоящие фанаты своего дела. Ровно 30 лет школу возглавлял Владимир Воронков, а с 1990 года его преемник — Вадим Волошин. Первое время спортивная школа занимала только подвальное помещение (кабинет директора, раздевалка, склад для лыж и инвентаря). В конце 1960-х ДЮСШ передали всё здание. Тогда же на новых площадях оборудованы залы, отданные под новую специализацию — борьбу. Сначала греко-римскую, потом самбо, а чуть позже ещё и дзюдо. Наряду с лыжными гонками в школе старались развивать горнолыжные дисциплины и даже прыжки с трамплина. Всё это являлось инициативой самих преподавателей. Ближайший трамплин находился недалеко — на так называемой Рабочедомской (Радищевской) горе. Преподаватели и учащиеся самостоятельно укатывали снег, строили сооружения для прыжков. Здесь же оборудовали слаломную трассу, ставили ворота. При всей убогости существовавших трасс и трамплинов воспитанники школы умудрялись занимать призовые места на различных республиканских и Всесоюзных соревнованиях. Также самостоятельно в 1960—1970-е годы прокладывалась и обычная лыжня. Техники не было. Снегоходы появились позже. Для улучшения скольжения лыж в школе придумывали разные смеси. Спортсмены ДЮСШ № 3 достойно представляли регион за его пределами. Из её учеников вышли десятки мастеров спорта, сотни кандидатов в мастера и перворазрядников. Участница Олимпийских игр Наталья Мартынова (лыжные гонки, биатлон). Самбист Геннадий Чесноков в 1986 году выиграл титул Чемпиона Европы. В лыжно-борцовском альянсе спортивная школа в предместье Рабочем просуществовала почти 50 лет, и лишь недавно сюда перевели лёгкую атлетику.

### Появление образовательных учреждений
Первая школа открылась в 1884 году. Затем, в 1885 открыто ещё две школы — Борисо-Глебское попечительство (церковно-приходская школа) и городское бесплатное училище. Городской голова В. П. Сукачёв построил для народного училища специальное здание, которое сохранилось до наших дней (ул. Баррикад, 81).
13 декабря была открыта первая в городе Воскресная школа. С осени 1901 года работало женское духовное (епархиальное) училище, располагающееся на территории монастыря. Позднее для него было построено новое здание на Знаменской улице (современный адрес ул. Баррикад, 56). В 1920-х годах в здании училища располагались сельскохозяйственный и авторемонтный техникумы, затем различные воинские части, в настоящее время в/часть № 6531.
В начале XX века при Князе-Владимирском мужском монастыре на улице Каштаковской были открыто ещё одно духовное учебное заведение — церковно-учительская семинария на 50 учащихся и образцовая двухклассная школа с 75 учениками. Сейчас в здании функционирует школа.
17 мая 1898 года для жителей предместья было открыто Ремесленно-слободское отделение бесплатной народной библиотеки-читальни имени А. В. Потаниной, работавшее до 30 сентября 1906 года.
В здании ранее принадлежащему Казанской церкви в 1925 году открылась библиотека № 2 по улице Баррикад, № 36 (закрыта). Библиотека № 28 была открыта в 1985 году также на улице Баррикад, № 187 (закрыта). В настоящее время филиал № 2 Централизованной библиотечной системы г. Иркутска расположен в здании по улице Баррикад, № 135.
В сентябре 1936 года возле закрытой Казанской церкви начато строительство школы № 8 (в результате часть храма была снесёна). В годы Великой Отечественной войны в здании школы размещался эвакогоспиталь № 1218.
В 1945 году на территории завода имени Куйбышева был открыт машиностроительный техникум, который с 1965 года находится на улице Баррикад, № 147. Учебное заведение несколько раз меняло своё название: Иркутский машиностроительный техникум, индустриальный техникум, машиностроительный колледж. Сейчас он называется машиностроительным колледжем и является структурным подразделением Иркутского государственного технического университета.
30 октября 1960 года по ул. Ленской, № 2а открылась школа № 66.
В 1961 году открыта школа-интернат № 21 (ул. Ленская, 4), реорганизованная в 1990 году в гимназию-интернат. В 2002 году гимназии присвоен статус лицея-интерната № 1. На данный момент это единственное в области учебное заведение повышенного уровня образовательной подготовки интернатного типа. Здесь живут и учатся одарённые дети со всего региона.
8 ноября 1939 года рядом со стадионом «Динамо» в парке предместья Рабочее, который в то время в обиходе называли иркутской Венецией (за наличие в нём искусственных прудов, лодочной станции и моста), открылась Детская железная дорога. В 1941 году завершилось строительство паровозного депо. С началом Великой Отечественной войны в помещениях ДЖД разместился военкомат. Заводу тяжёлого машиностроения имени Куйбышева был передан паровоз, на котором 16—17-летние машинисты перевозили военную продукцию на станцию Иркутск-Пассажирский. А более взрослые воспитанники дороги ушли добровольцами на фронт. В 1947 году Малая Восточно-Сибирская железная дорога возобновила свою работу. В 1959 году дорогу оборудовали полуавтоматической блокировкой, получено два тепловоза ТУ-2 и один тепловоз ТУ-7. Паровоз вновь отправился на ИЗТМ, где он верой и правдой служил до 1970-х годов. В 1964 году на смену старым деревянным вагончикам пришли четыре комфортабельных цельнометаллических вагона польского производства. В 1973 году локомотивный парк дороги пополнился тепловозом ТУ2-053. В 1960-х годах на месте иркутской Венеции началось строительство жилого массива. Был разработан проект переноса ДЖД на берег реки Ушаковки, но из-за отсутствия финансирования он не был реализован и колею дорогу просто укоротили до 920 метров (полная эксплуатационная длина составляла 1 528 метров). К 1980-м годам дорога проходила между заборами, гаражами и свалкой строительного мусора. В 1984 году начальником ВСЖД Ш. А. Цинцадзе поддержано решение о переносе детской дороги на остров Юность. Переезд на новое место состоялся в 1992 году (официально Малую дорогу вновь открыли в 2003 году и присвоили имя бывшего начальника ВСЖД Г. И. Тетерского).

### Во время Гражданской войны
В ходе декабрьских боёв в амбулатории на ул. Знаменской был организован лазарет, где оказывалась помощь раненым и обмороженным участникам боёв.
В ночь с 13 на 14 июня 1918 года восставшие против Советской власти под руководством прапорщика Калашникова, подполковников Ткачёва и Иванова захватили тюрьму, где содержались без предъявления обвинений противники большевиков, убили начальника тюрьмы А. К. Агула и его помощников, освободили около 150 арестованных. После чего восставшие пытались прорваться в центр города, но им это не удалось. Восстание было подавлено, часть участников была арестована, остальные скрылись в окрестностях г. Иркутска.
28 декабря 1919 года началось восстание против колчаковцев. Из центра города восставшие были оттеснёны и отошли за Ушаковку. На улице Знаменской образовался так называемый Ушаковский фронт. В доме № 59 обосновался Центральный штаб Рабоче-крестьянских дружин, на улице Баррикад остался опорный пункт красногвардейцев, прикрывавших подходы к Острожному мосту. На улице Знаменской построены баррикады.
Прибывший в Иркутск 15 января 1920 года адмирал А. В. Колчак и его окружение были арестованы и помещёны в Иркутскую тюрьму. В ночь с 6 по 7 февраля «Верховный правитель России» и председатель Совета министров В. Н. Пепеляев были расстреляны, а их тела утопили в проруби реки Ушаковки. К апрелю 1920 года в тюрьме находилось около 1 500 арестованных колчаковцев.

### Изменение названий
Знаменское предместье, с 1920 — предместье Марата. 5 ноября 1920 года в соответствии с решением Иркутского городского Совета Рабочедомская слобода стала Рабочим предместьем. Изменились названия улиц предместья: улица Институтская стала улицей Детской; улица Дьячковская стала улицей Щедрина.
8 декабря 1922 года главная улица предместья — Знаменская стала называться улицей Баррикад, улица Ремесленно-Подгорная стала улицей Освобождения, Набережная Ушаковки — улицей Декабрьских боёв.
4 февраля 1940 года Сарафановский проезд стал улицей Каховского, переулок Поповский был переименован в переулок Динамо, проезд Пивной переименован в проезд Пивзаводской, улица Казанская переименована в улицу Декабристов. В последующие годы ул. Сибиряковская стала называться Ленской, улица Литвинцевская — Лесной. Переулок Тюремный стал улицей Юлиуса Фучика; Малая Каштаковская — улицей Бестужева. Улица Дачная одно время именовалась Тупиковой, а затем стала называться Черского.
Практически все улицы предместья в советское время поменяли названия, за исключением Гончарной, Каштаковской и улицы Потанина.

## Инфраструктура

### Застройка
Район застроен двух-, пяти- и девятиэтажными домами. Имеется большой массив частного сектора.
По объёму жилищного фонда Предместье Рабочее сформировано в основном малоэтажными жилыми домами, для района характерны кварталы 2-этажной застройки. На 3-5-этажные секционные дома приходится 43,8 % жилья, многоэтажная застройка практически отсутствует. Жилищный фонд района находится в удовлетворительном состоянии, на дома с износом до 30 % приходится 41,7 % всего жилищного фонда, на ветхий фонд — 5,6 %. Средняя этажность по району составляет 2,0 этажа. Размещение нового жилищного строительства планируется на свободных участках и в условиях реконструкции малоэтажной застройки. По состоянию на 2008 год общая площадь жилищного фонда составляла 338,2 тыс.м².
Информация об объектах обслуживания населения предместья Рабочее
| Население (тыс. чел.)                       | 15,3     |
| Общеобразовательные школы, мест             | 700      |
| Дошкольные образовательные учреждения, мест | 300      |
| Поликлиники, посещений в смену              | 560      |
| Магазины, м² торговой площади               | 8 128,04 |
| Предприятия общепита, мест                  | 389      |
| Отделения банков, объектов                  | 1        |
| Отделения связи, объектов                   | 2        |

### Медицинские учреждения
- Городская больница № 7
- Поликлиника № 15

### Учебные учреждения
- Средняя общеобразовательная школа № 66
- Средняя общеобразовательная школа № 8
- МОУ Лицей-интернат № 1
- Машиностроительный колледж ИрГТУ

### Спортивные учреждения
- ДЮСШ № 3
- Спортивный комплекс «Динамо» (для детей и подростков продолжает работать секция Юный динамовец)
- Физкультурно-оздоровительный комплекс Машиностроительного колледжа (спортивный и тренажёрный залы площадью 525 м2, а также плавательный бассейн площадью 325 м2).

### Рынки
- Оптово-розничный рынок Торгсервис (ул. Зимняя, 1). Продажа продовольственных и хозяйственных товаров.
- Казанский торговый центр (ранее оптовый рынок), ул. Баррикад, 32а.
- Рынок автозапчастей Павловский (ул. Баррикад, 2).
- Рынок автозапчастей Знаменский (ул. Баррикад, 26).
- Автомобильный рынок (закрыт), в обиходе называемый «авторынок в Рабочем» или пренебрежительно «балка» (ул. Курортная, 29). В конце 1980-х годов на окраине предместья Рабочее — рядом с вещевым рынком, именуемым у горожан «барахолка», стихийно началась продажа легковых автомобилей. Впоследствии территория образовавшегося авторынка постепенно заняла все площади вещевого рынка. Подавляющее большинство продаваемого автотранспорта ранее эксплуатировалось в Японии. В период расцвета торговая площадь являлась одной из крупнейших автомобильных рынков на территории Сибири и Забайкалья. Сюда приезжали за покупкой автомобиля жители многих соседних регионов. На его территории одновременно продавалось несколько тысяч автомашин. Основная работа осуществилась на рынке по выходным дням, в результате чего создавались заторы на подъездных дорогах, причиняя массу неудобств жителям близлежащих кварталов и транзитному транспорту. В результате усилий городской администрации в апреле 2011 года решением суда территория земельного участка авторынка изъята у арендатора. При этом владельцам автотранспорта была предоставлена возможность реализации автомашин на площадке рядом с ТЦ «Электрон». Однако, в настоящее время множество продавцов транспортных средств самостоятельно выставляют для реализации автомашины на обочинах дорог и внутриквартальных проездах, прилегающих к территории бывшего авторынка. В результате чего в данном месте по выходным дням по-прежнему возникают дорожные заторы.

## Достопримечательности

### Музеи
В 2006 г. в одной из камер главного корпуса следственного изолятора № 1 (ул. Баррикад, 63) организована так называемая «Камера Колчака», в которой с помощью вещей начала XX века, декораций и восковых фигур воссоздан быт арестантов того времени. В связи с тем, что учреждение является режимным, вход в музей ограничен.

### Храмы
- Знаменский монастырь
- Казанская церковь
- Князе-Владимирский монастырь

## Транспорт

### Маршрутное такси
- Маршрутное такси № 4к. Центральный Рынок — Аэропорт-Пискунова
- Маршрутное такси № 4с. Центральный Рынок — ул. Карпинская (госпиталь), поселок Славный?
- Маршрутное такси № 64. микрорайон Университетский — предместье Рабочее(не существует)

### Трамвай
- Трамвай № 4. Центральный Рынок — Рабочее
- Трамвай № 4а. Железнодорожный вокзал — предместье Рабочее

В 2012 году на Международной олимпиаде по математике, проходившей в г. Мар-дель-Плата (Аргентина), учащийся лицея-интерната № 1 Александр Калмынин в личном зачёте завоевал золотую медаль.